# Emanuel Asinikal
Emanuel Asinikal es un deportista keniano que compitió en atletismo adaptado. Ganó dos medallas de bronce en los Juegos Paralímpicos de Atenas 2004.

## Palmarés internacional
| Juegos Paralímpicos | Juegos Paralímpicos | Juegos Paralímpicos | Juegos Paralímpicos |
| Año                 | Lugar               | Medalla             | Prueba              |
| ------------------- | ------------------- | ------------------- | ------------------- |
| 2004                | Atenas (Grecia)     | Medalla de bronce   | 1500 m T13          |
| 2004                | Atenas (Grecia)     | Medalla de bronce   | 5000 m T12          |